# Fentanil
A fentanil (INN: fentanyl) az egyik legerősebb, klinikai alkalmazásban lévő szintetikus kábító fájdalomcsillapító (analgetikum) és intravénás anesztetikum (narkotikum), amely opioid agonista szerként elsősorban a μ-opioid receptorokhoz kötődve fejti ki a hatását. A fentanil a VIII. Magyar Gyógyszerkönyvben Fentanylum néven hivatalos, a kábítószerek körébe tartozó gyógyszer. 20-40-szer erősebb, mint a heroin és 100-szor erősebb, mint a morfium; elsődleges klinikai haszna a rákos betegek és a fájdalmas műtétekből felépülők fájdalomkezelésében van, de nyugtatóként is használják. 2017-ben az orvostudományban a fentanil volt a legszélesebb körben használt szintetikus opioid.

## Gyógyszerhatástani besorolás
Hatását és klinikai felhasználását tekintve a fentanil két külön farmakológiai csoportba sorolható szer. Erős fájdalomcsillapító farmakonként az analgetikumok (ezen belül is a major analgetikumok) köréhez tartozó szer, amelyet az erős, különösen elviselhetetlen és rendszerint hosszan tartó fájdalmak enyhítésére használnak (tumoros betegek kezelése, baleseti vagy harctéri sérülések fájdalmának csillapítása stb.). A fentanil használatos még különböző műtéti beavatkozások során általános érzéstelenítőként (anesztetikumként) önmagában vagy más anesztetikumokkal együtt alkalmazva. Ezért a farmakológia az anesztetikumok hatástani csoportjában is tárgyalja a fentanilt.

## Hatásmechanizmus
Az opioidokra jellemző, hogy a jelenleg ismert három opioidreceptor-szubtípus (μ, δ, κ) valamelyikéhez kötődve, azokon keresztül fejtik ki a hatásukat.  A három szubtípus különböző hatások közvetítéséért felelősek.
A klinikai gyakorlatban jelenleg alkalmazott opioidok többsége a μ-receptorokhoz kötődik amely kötőhely a fájdalomcsillapító-, eufóriát okozó hatásokért, továbbá  a légzőközpontot gátló (légzésdeprimáló) hatásért felelős. Jelen tudásunk szerint ugyancsak a μ-receptorokhoz köthető az opioidiok függőséget azaz dependenciát okozó hatása is. 
A fentanil molekula szelektíven és nagy affinitással kötődik a µ-receptorhoz, ezért joggal sorolható az opioidok közé, annak ellenére, hogy kémiai szerkezete látszólag eltér a morfin molekula szerkezetétől.
A farmakológiában agonistának nevezik azokat a molekulákat, amelyek bármely receptorhoz kötődve a receptor eredeti endogén ligandjával megegyező fiziológiás választ idéznek elő. A fentanil hatására ez a megállapítás is igaz. Mindezek alapján a fentanil egy szintetikus, opioid agonistának nevezhető farmakon.

## Kinetika és metabolizmus
A fentanil molekula eliminációs félideje a szervezetben 3,7 óra, aktív metabolitja nincs.
Parenterális vagy transzdermális alkalmazás során a kezdeti fájdalomcsillapító hatása elég hamar, már 1-2 perc után jelentkezik, majd a csúcshatás 20–30 percig tart. A hatás maximális hossza 30–60 perc – tehát egy viszonylag rövid hatású farmakon.
Az eliminációs félidőből látható, hogy a szer hatása már akkor megszűnik, amikor a beadott fentanil jelentős része még a szervezetben található. Az analgetikus hatás viszonylagos rövidsége tehát nem a szer lebomlásával vagy a szervezetből történő kiürülésével magyarázható, hanem annak a molekula nagyfokú lipidoldékonysága az oka. A fentanil kémiai szerkezeténél fogva erősen lipofil anyag és mintegy „beoldódik", felhalmozódik a szervezet zsírban gazdag szöveteiben. Ez gyakorlatilag azt jelenti, hogy a fájdalomcsillapító hatást közvetítő μ-receptorok számára a fentanil „elvész”. A rövid hatástartam elsődleges oka tehát a fentanil molekula áthelyeződése az agyból a szervezet zsírszöveteibe. Ez óvatosságra ad okot a klinikai gyakorlatban a szer ismételt használatakor. Többszöri injekció beadása után különös óvatossággal kell eljárni a zsírszövetraktárak telítettsége miatt, mert ebben az esetben nincs áthelyeződés, ezért az előbbiekben ismertetett rövid hatásprofil megváltozhat. Sovány betegekben a fentanil hatása hosszabb, elhúzódóbb lehet, amivel a kezelőorvosnak számolnia kell. Ugyanakkor a fentanil rövid hatásideje problémát jelent a krónikus fájdalmak kezelésében, ahol a betegnél hosszú ideig egyenletesen kell biztosítani az analgetikus hatást. Gyógyszertechnológiai módszerrel (tapaszok alkalmazásával) folyamatos hatóanyagfelszívódást, állandó vérszintet és fájdalomcsillapító hatást lehet biztosítani a beteg számára. A tapaszokat általában 72 óránként cserélik.

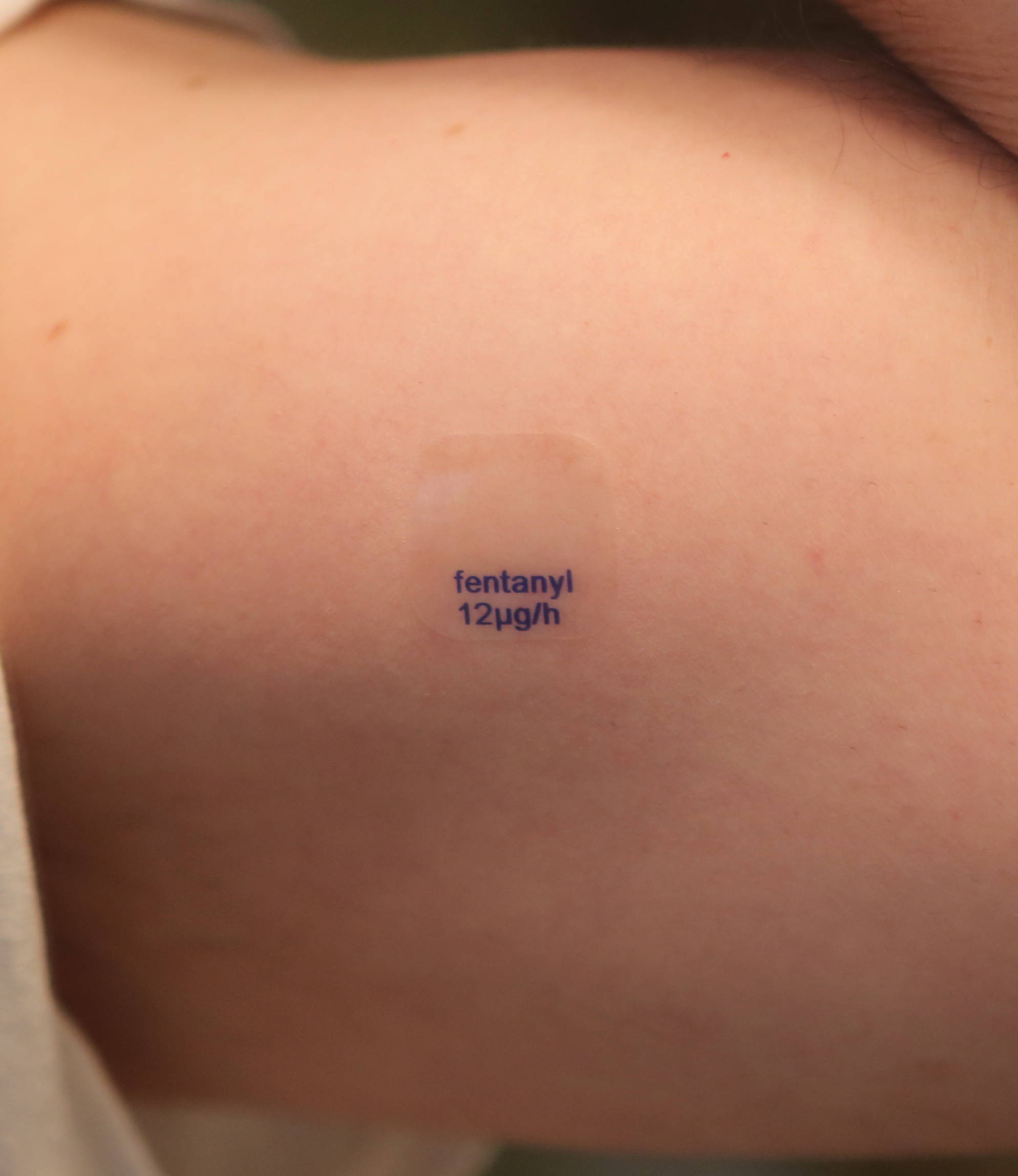
A hatóanyag folyamatos és lassú felszívódását biztosótó fentanil tapasz amellyel tartós fájdalomcsillapító hatást lehet biztosítani a beteg számára

## Terápiás alkalmazás
A fentanil elsődleges klinikai alkalmazási területe a fájdalomcsillapítás de emellett jó szedatívum is.
A fájdalomcsillapító hatás tekintetében a fentanil felülmúlja a morfint, amelynél mintegy 100-szor erősebb de hátránya, hogy ez a hatás rövidebb ideig (30– 60 perc) áll fenn, mint a morfin esetében. Klinikai gyakorlatban általánosan elfogadott, hogy fájdalomcsillapító hatás tekintetében 0,05–0,1 mg fentanil ekvivalens 1–2 mg morfinnal. Korábban opiát kezelésben nem részesülő betegekben az analgetikus hatás 0,3–1,5 ng/ml fentanil szérumkoncentrációval érhető el. Előzetesen opiat kezelésben részesült betegnél azonban fokozott óvatosságra van szükség, mert esetlegesen kialakult toleranciával (gyógyszer hozzászokással) lehet számolni. Korábban opiát kezelésben nem részesülő betegekben az analgetikus hatás 0,3-1,5 ng/ml fentanil szérumkoncentrációval érhető el. Ha a beteget korábban már kezelték valamilyen opiáttal akkor fennáll annak lehetősége, hogy opiátokkal szembeni tolerancia (gyógyszerhozzászokás) alakult ki és a fentanil szokásos terápiás dózisa már nem elégséges a kellő mértékű fájdalomcsillapításhoz. Ebben az esetben a fentanil dózisát emelni kell de ez a nemkívánatos mellékhatások kockázatát erősen növeli. A nemkívánatos hatások előfordulási gyakorisága 2 ng/ml szérumkoncentráció felett nő. A tolerancia kialakulása nagy egyéni különbségeket mutat.
A fentanilt sebészeti beavatkozásoknál általános anesztéziában önmagában vagy az általános anesztézia részeként, annak kiegészítőjeként is alkalmazzák. Előnye, hogy az analgézia mélysége dózisfüggő, és a sebészeti beavatkozás fájdalomküszöbéhez igazítható. A műtét közbeni esetleges túladagolás esetén a fentanil minden hatása, mellékhatása azonnal és teljes mértékben megszüntethető specifikus antagonistával, például naloxonnal, nalorfinnal, vagy levallorfannal.
Morfinra és néhány más gyakran használt opioidra jellemző a hisztaminfelszabadító mellékhatás. Ezek alkalmazásakor a hízósejtekből hisztamin szabadul fel ami a beteg hisztaminérzékenységétöl függően viszketéssel, a bőr kimelegedésével, izzadásával, esetleg vérnyomáscsökkenéssel jár együtt. Előfordulhat, hogy a tünetek súlyossága miatt le kell mondani ezen gyógyszerek alkalmazásáról. Ilyen esetekben térnek át a fentanil használatára, mivel annak – az előbbiekkel ellentétben –  nincs hisztaminfelszabadító mellékhatása.
Az intravénás aneszteziológiai technikák egyik fajtája a neurolept analgézia, amelynek gyakori komponense a fentanil. A neurolept analgézia egy olyan általános altatási technika amelyet olyan esetben alkalmaznak, amikor a műtétet végző sebésznek kontaktust kell fenntartani a beteggel a műtét alatt, mint például egyes hallásjavító műtétek, idegsebészeti műtétek, diagnosztikus eljárások. A beavatkozás alatt a beteg nincs ébren, de a sebész egyszerű kérdéseire képes válaszolni vagy utasításainak engedelmeskedni tud. A neurolept analgézia sajátságos állapotát kétféle gyógyszer keverékével – egy neuroleptikummal  és egy analgetikummal (fentanillal) – lehet elérni amely állapotot a beteg pszichés beletörődés és motoros nyugalma jellemez.

## Mellékhatások
Nemkívánatos mellékhatásai hasonlítanak más opioidok hatásaira, beleértve az álmosságot, zavartságot, eufóriát, látászavarokat, hallucinációkat, "narkotikus delíriumot", hányingert, székrekedést, izommerevséget, bélelzáródást, az epevezeték vagy epehólyag rendszertelen összehúzódását, vérnyomásesést, miózist, bradycardiát, eszméletvesztést, kómát. Az opioidokra jellemző és a fentanil esetében is kialakuló légzésdepresszió akár halállal is végződhet.  Tartós alkalmazás esetén függőség kialakulásával kell számolni.

## Terhesség és szoptatás
Terhesség alatt a fentanil medikális alkalmazása ellenjavallt de illegális használat (fentanil-abúzus) során előfordul ilyen helyzet. A fentanil szabadon átjut a placentán és az újszülött nagy eséllyel függővé váltan jön a világra, ami a szülés után életveszélyes elvonási tüneteket okozhat nála. A fentaniltól függővé vált újszülöttnek több hétig orvosi kezelésre van szüksége. A fentanil bekerül az anyatejbe is. A vér-agy gát fejletlensége folytán az újszülött központi idegrendszere fokozottan érzékeny a fentanilra, minek következtében a légzésdepresszió jelei mutatkoznak nála már akkor, amikor az anyánál még ez nem tapasztalható.

## Fentanil-túladagolás és tünetei
Medikális használat közben viszonylag ritkán – csak, mint orvosi műhiba – fordul elő a beteg fentanillal történő túldozírozása. Illegális használat során azonban nem ritka a „szer” túladagolása amely tipikus mérgezési tünetekkel jár együtt és az így kialakuló életveszélyes állapot azonnali orvosi beavatkozást igényel.
A fentanillal visszaélő, illegális szerhasználó nem fájdalomcsillapítás céljából használja a szert, hanem annak egyik elsődleges mellékhatása, az extrém boldogság vagy lelkesedés, a úgynevezett „magas érzés” miatt. A fentanil azonban emellett más tüneteket is okoz, nagyobb dózisokban, álmosságot, szedációt és zavartságot, eszméletvesztést légzésdepressziót, légzés leállást és végül fulladásos halált.
A fentanil mintegy százszor erősebb hatású farmakon, mint a morfin.  A szokásos klinikai dózisa 0,05–0,1 mg. Ilyen kicsi mennyiséget pontosan kidozírozni, megsaccolni többnyire „utcai” körülmények között rendkívül nehéz.  További problémát jelent, hogy az illegális forrásból beszerzett fentanil változó tisztaságú és néha az 50%-ot sem éri el ami a szemmel történő „kimérést” tovább nehezíti.

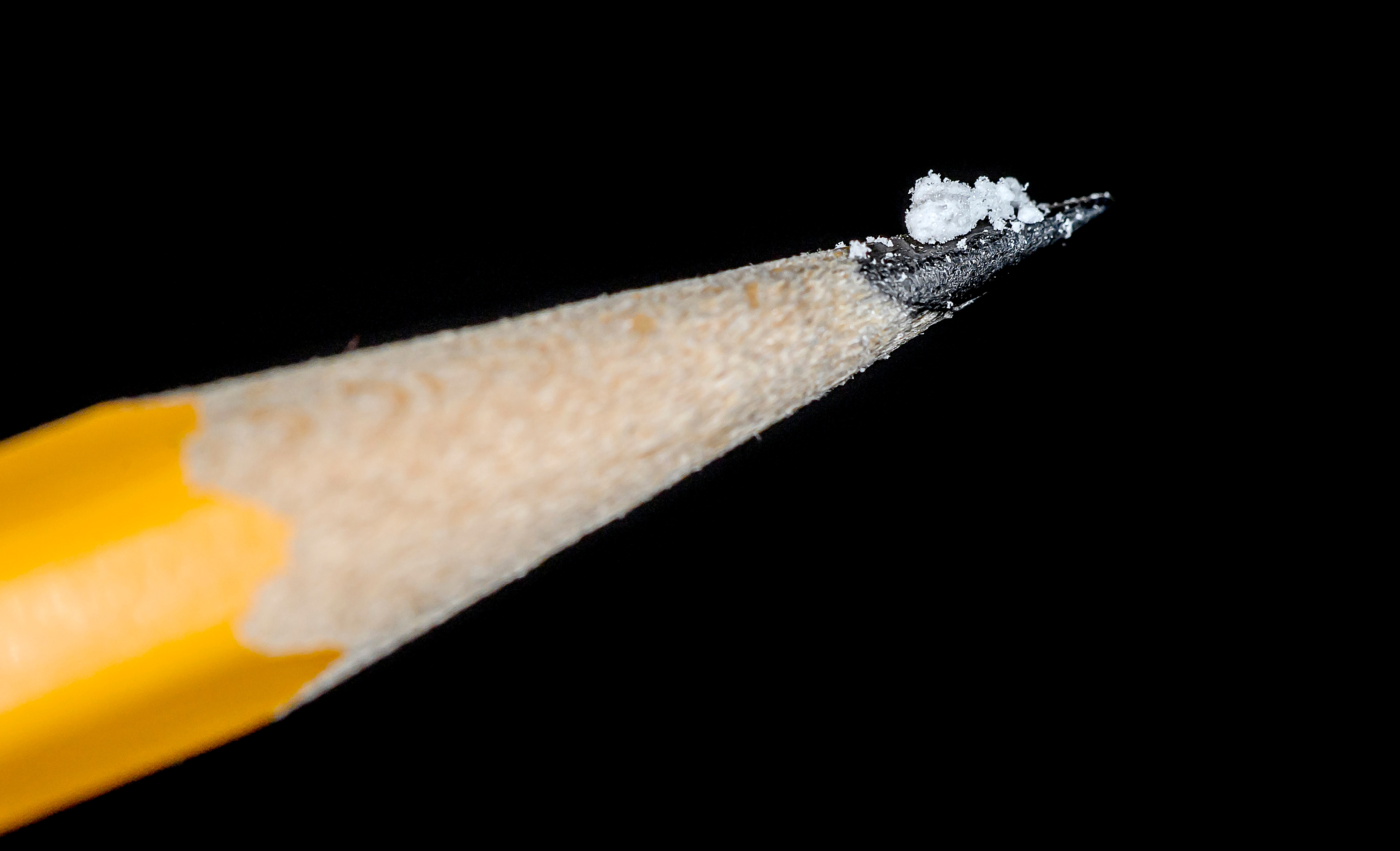
2 mg fentanil amely nemcsak „magas érzést” de halált is okozhat

A többnyire kommunikációra képtelen, túldozírozott, fentanilmérgezett szerhasználó tünetei a következők:
- extrém álmosság
- gyenge pulzus
- eszméletvesztés
- lassú légzés
- fulladásos hangok (a légzés leállhat)
- beszűkült pupilla (tűhegy pupilla)
- nyirkos, hideg bőr
- lila körmök
- kék ajak

## Illegális felhasználás
A fentanillal kapcsolatos illegális felhasználás alatt a fentanil-abúzust kell érteni, vagyis annak nem gyógyítás célzatú, önkezű adagolással történő használatát, melynek egyedüli célja a szerhasználó hangulatának, tudatának, pszichés státuszának a befolyásolása. A fentanillal való visszaélés az 1970-es évek közepén kezdődött az Egyesült Államokban majd az esetek száma gyorsan emelkedett és használata lassan átterjedt az Egyesült Királyságra majd az egész európai kontinensre is. Ezzel párhuzamosan a túladagolás következtében meghaltak száma is meredeken emelkedett, mígnem a fentanil a 21. század egyik legtöbb problémát okozó, hivatalosan kábítószernek minősített abúzus szerévé vált. Bár a közmédiában a fentanil-használattal és túladagolással kapcsolatos bulvárhírek azt sugallják, hogy a fentanil illegális használatában elsősorban az USA (és Kanada ) érintett de a tények és a frissülő statisztikák azt mutatják, hogy az európai kontinens is gyorsan felzárkózik a tengerentúli statisztikákhoz. Ezt a látszatot tovább erősíti az a gyakorlat, hogy az USA statisztikája nyitottabb, gyorsabban frissül, és könnyebben hozzáférhető, mint az öreg kontinensé.
A kábítószer-élvezők a fentanilhoz általában a morfin vagy méginkább a heroin helyettesítése okán nyúlnak. Az euforikus hatás tekintetében nincs jelentős különbség e három abúzusszer között. A fentanil általában két forrásból kerül az „utcára” a kábítószerek feketepiacára.  Kisebb mennyiségben törvénytelen úton a legális felhasználással rendelkező intézményekből (egészségügyi intézmények, rendelők, kórházak, gyógyszertárak) és lényegesen nagyobb mennyiségben az illegálisan működő kémiai laborokból. A szert terjesztő kábítószerárusok szempontjából a fentanilnak nagy előnye a gyengébb heroinnal szemben, hogy az előállítása viszonylag egyszerű és a terítési és szállítási útvonala is rövidebb, mint az opioidoké. A laborokban történő kémiai szintézissel eleve kihagyható a máktermesztés, az ópium előállítás, morfin extrahálás igen hosszú – és sok tekintetben kockázatos – országhatárokon átívelő folyamata. Ez nyilvánvalóan kockázatmentesebbé teszi az egyébként is erősebb hatású fentanilt.

„Kínai fehér” ("China-White") név alatt heroin helyettesítésére alfentanillal és 3-metilfentanillal együtt, elsősorban kínai és észak-koreai laboratóriumokból kerül az USA-ba.

## Készítmények
- Dolforin tapasz (Richter Gedeon)
- Durogesic tapasz (Janssen-Cilag)
- Effentora tabletta (Teva)
- Fentanyl Sandoz Mat tapasz (Sandoz)
- Fentanyl-Ratiopharm tapasz (Teva)
- Fentanyl-Richter injekció (Richter Gedeon)
- Instanyl orrspray (Takeda Pharma)
- Matrifen tapasz (Takeda Pharma)
- PecFent orrspray (Kyowa Kirin)